# Adjara TV
Adjara TV (Géorgien: აჭარის ტელევიზია) est une chaîne de télévision de la région de Adjarie, en Géorgie.